# Rick Allen
Rick Allen, född 1 november 1963 i Dronfield i Derbyshire, är en brittisk trumslagare och sedan 1978 medlem i rockbandet Def Leppard.
På nyårsafton 1984 voltade Allen med sin Chevrolet Corvette och miste sin vänstra arm. Läkare lyckades operera dit armen, men de blev tvungna att ta bort den igen på grund av att armen hade drabbats av en infektion. Infektionen höll på att sprida sig, så Allen hade troligen dött om de inte tagit bort armen igen. Med hjälp av specialbyggda trumset kunde han dock fortsätta att spela med Def Leppard. Han spelade då virveltrumman och pukor med foten.
I filmen Hysteria: The Def Leppard Story från år 2001 spelas Allen av Tat Whalley.